# Еффинович Теодозій
Теодозій Еффинович (23 січня 1839, Тернопіль — 24 червня 1924, Попівці) — священник УГКЦ, довголітній парох села Попівців (нині — Золочівський район), громадський діяч, москвофіл.

## Життєпис
Народився в 23 січня 1839 року в Тернополі.
Висвячений 6 квітня 1867 року як одружений священник (овдовів 1868 року). По свяченнях був сотрудником на парафії в с. Озерній (1867—1868). З 1868 по 1874 роки — адміністратор парафії в с. Вертелці Зборівського деканату (нині Зборівський район Тернопільської области). Від 1874 по 1924 рік був настоятелем села Попівці, за цей період був призначений віце-деканом (1880—1882), адміністратором (1882—1887) та деканом (1887—1891) Залозецького деканату Львівської архієпархії УГКЦ.
Посол до Галицького сейму 8-го скликання від округу Лопатин — Броди — Радехів (IV курія, входив до «Русского клуба», обраний 14 червня 1904 року; попередником в окрузі був Олександр Барвінський, який склав мандат 29 жовтня 1903 року).
Засновник «бурси Качковського» в м. Броди. В 1914 перейшов на московське православ'я.